# Gaspé

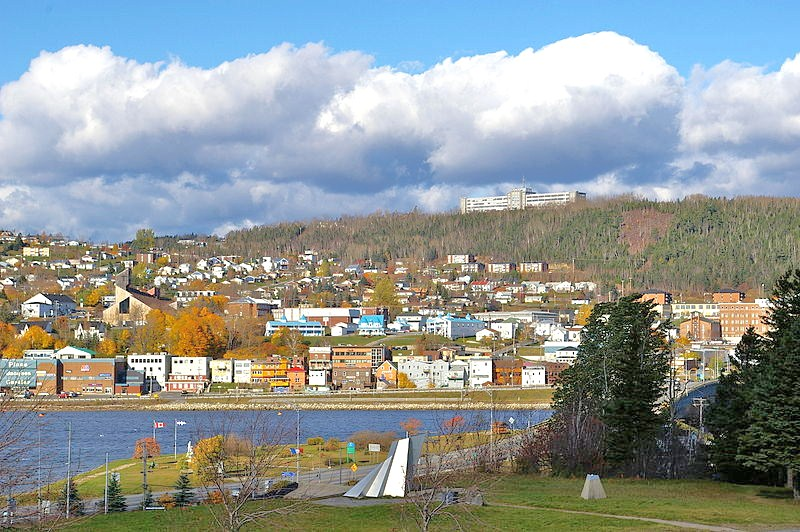

Gaspé este un oraș cu 15.102 loc. (în 2007) situat în sud-estul provinciei canadiene Québec. El este capitala regiunii Gaspésie–Îles-de-la-Madeleine, fiind amplasat în nord-estul peninsulei Gaspésie, pe țărmul golfului Sankt-Lorenz. Localitatea a fost întemeiată în anul 1534 de exploratorul francez Jacques Cartier. Un timp îndelugat a fost un sat de pescari, care a început prin turism, treptat să dezvolte, limba oficială în regiune este limba franceză.